# 鶴直人
鶴 直人（つる なおと、1987年〈昭和62年〉4月25日 - ）は、大阪府寝屋川市出身の元プロ野球選手（投手、右投左打）・コーチ。

## 経歴

### プロ入り前
中学生時代はボーイズリーグの「忠岡ボーイズ」に所属し、チームの1年後輩に前田健太がいた。近畿大学附属高に進学後は、大阪桐蔭高の辻内崇伸・平田良介、履正社高の岡田貴弘らと共に「浪速の四天王」と呼ばれた。3年夏の大阪大会では肘を故障して満足に投球できず、5回戦でPL学園に敗退。
2005年10月3日に開催されたドラフト会議にて阪神タイガースから高校生1巡目指名を受け、入団。

### プロ入り後
2006年は前述の肘の故障のリハビリと身体作りに専念し実戦登板はなく、シーズンオフの秋季キャンプでプロ入り後初めてブルペンで捕手相手に投球した。
2007年、ウエスタン・リーグで公式戦初登板をしたものの、シーズンオフの秋季キャンプで肋骨を疲労骨折した。
2008年、4月15日に二軍公式戦の広島東洋カープ戦で6回無失点に抑え、二軍戦初勝利を挙げた。25日、自身の誕生日に初の一軍昇格も登板機会はなく二軍に戻った。6月15日に一軍に再昇格すると同日の千葉ロッテマリーンズ戦で一軍初登板・初先発をしたが、打者6人に対して被安打5、与四球1の6失点で1つもアウトを取れずに降板。敗戦投手にはならなかったが、翌日に二軍降格した。二軍では年間通して先発ローテーションを守って7勝を挙げ、中日ドラゴンズの佐藤充と並んでウ・リーグ最多勝利のタイトルを獲得。しかし、腰を痛めたためにシーズンオフの秋季キャンプには参加しなかった。
2009年、ウ・リーグで17試合に登板し、1勝3敗2セーブ、防御率5.00の成績を記録した。9月27日に下柳剛と入れ替えで一軍昇格。翌28日の東京ヤクルトスワローズ戦で5番手としてシーズン初登板、1回を無失点で抑えた。シーズンオフのフェニックスリーグでは3試合に先発して2勝0敗を記録し、平田勝男二軍監督から「今、一軍がシーズン中なら間違いなく、鶴が一軍昇格No.1候補になっているよ」と評価された。
2010年、5月に入ってから一軍での登板機会が増え、同月29日の北海道日本ハムファイターズ戦で先発登板すると6回2失点でプロ初勝利・初先発勝利を挙げた。8月まで先発ローテーションの一角として活躍していたが、勝ち星は2勝どまり。9月以降は背筋を痛め二軍降格となった。
2011年も先発ローテーション入りのチャンスは与えられたものの、なかなか結果を残せず、夏場に二軍降格となった。シーズン終盤に一軍に再昇格し、広島東洋カープとの最終戦で5回を無安打無失点に抑える好投を見せたが、打線の援護が無く、チーム無得点のまま代打を送られたために勝利投手とはならなかった。結局このシーズンは未勝利に終わった。
2012年、安藤優也の復調もあり、先発から中継ぎに転向した。シーズンを通して一軍に帯同するとともに、自己最多の43試合に登板。チームがリードを許している場面での救援登板が多かったが、2年ぶりに白星を挙げたほか、防御率も1.89を記録した。
2013年、前年に続き、中継ぎ要員として開幕一軍を果たした。開幕後は不調で二軍に降格した時期もあったが、5月14日の福岡ソフトバンクホークス戦では、自己最多タイのシーズン2勝目を挙げている。その後は、二軍での再調整を経て、8月17日のヤクルト戦（京セラドーム大阪）に先発投手として7回無失点と好投。自己最多のシーズン3勝目、先発では自身3年振りの勝利で飾った。
2014年、先発陣への定着を目指したが、春季キャンプの後半から中継ぎ要員に再転向。3年連続の開幕一軍を果たしたが、開幕カードの読売ジャイアンツ戦（東京ドーム）に2試合の登板のみで、3月31日に登録を抹消された。抹消後は先発要員として再調整し、一軍でのシーズン初先発になった5月4日のヤクルト戦（明治神宮野球場）では、6回1失点の好投でシーズン初勝利を挙げた。
2015年、わずか5試合のみの登板に終わり、前年までと比べ不本意なシーズンとなった。
2016年、開幕カードの中日ドラゴンズ戦で出場を果たすが、新外国人のダヤン・ビシエドにリードを広げられる本塁打を浴びた。シーズンは昨年より少ない2登板に終わり、10月1日に球団から戦力外通告を受けた。
鶴自身は、NPB他球団での現役続行を希望していたことから、11月12日に阪神甲子園球場にて開催される12球団合同トライアウトへ参加。シート打撃形式で対戦した3人の打者を無安打に抑えるとともに、最速144km/hのストレートで2つの三振を奪った。しかし、NPB他球団から獲得のオファーを受けるまでには至らず、現役を引退。12月2日付でNPBから自由契約選手として公示された。

### 引退後
阪神の球団職員として、2017年1月1日付で営業部へ配属。同年には、ファンコミュニケーション関連の業務に従事していた。
球団本部に振興部が新設された2018年1月1日付で同部へ異動したことを機に、この年から2021年までの4年間と、2023年から2024年までの2年間（計6年間）で「タイガースアカデミーベースボールスクール」（振興部が運営する中学生以下の児童向け野球教室）専任コーチとして活動。2022年のみ、振興部が統括する「阪神タイガース Women」で投手コーチを務めていた。
2025年1月1日付で球団本部の広報課に異動する予定。藤川球児が同シーズンから一軍監督を務めることに伴う異動で、異動後は藤川監督付の広報として活動することが内定している。

## 選手としての特徴
高校時代は最速151km/hだった。

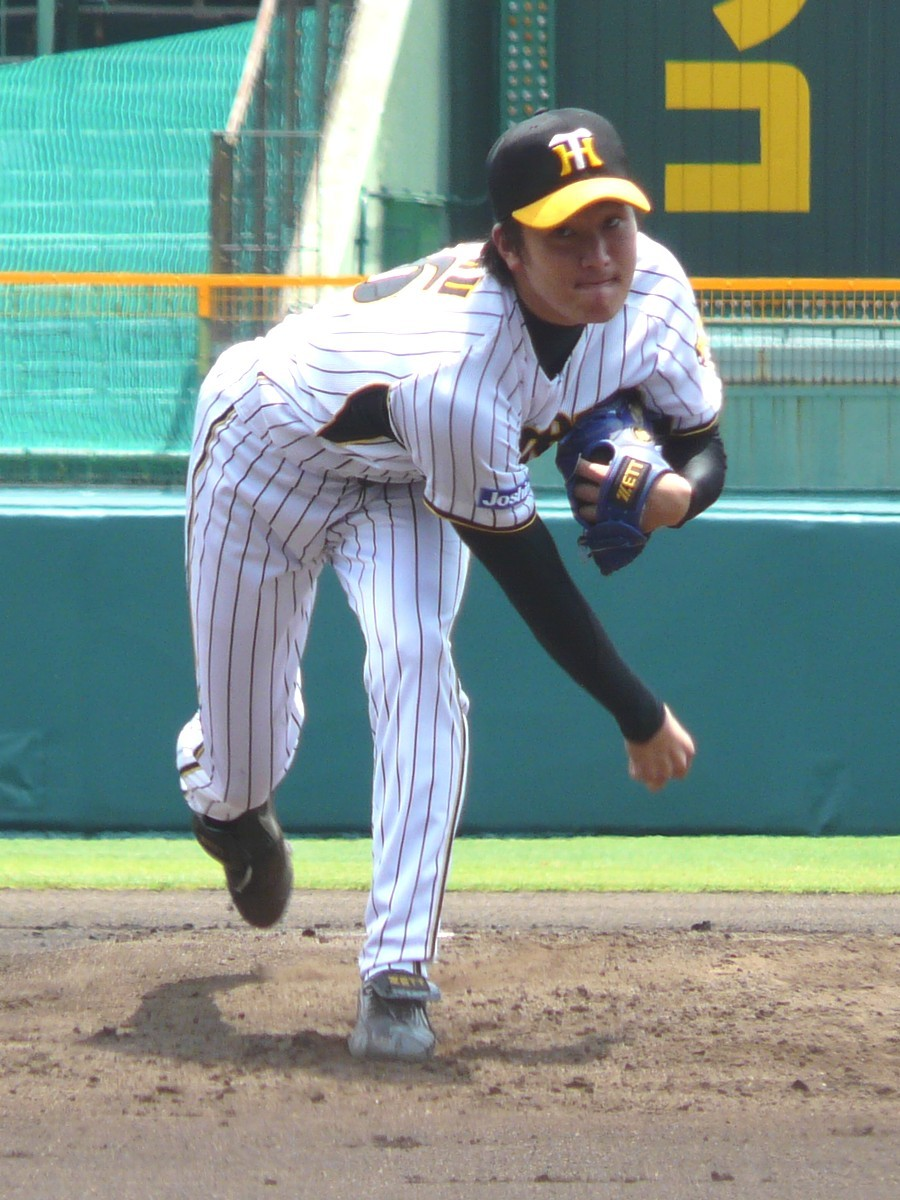
投球する鶴
（2008年7月4日、阪神甲子園球場にて）

プロ入りしてからの平均球速は137km/h。主にストレートとスライダー、シュートを投げていた。

## 詳細情報

### 年度別投手成績
| 年 度     | 球 団     | 登 板 | 先 発 | 完 投 | 完 封 | 無 四 球 | 勝 利 | 敗 戦 | セ 丨 ブ | ホ 丨 ル ド | 勝 率 | 打 者 | 投 球 回 | 被 安 打 | 被 本 塁 打 | 与 四 球 | 敬 遠 | 与 死 球 | 奪 三 振 | 暴 投 | ボ 丨 ク | 失 点 | 自 責 点 | 防 御 率 | W H I P |
| --------- | --------- | ----- | ----- | ----- | ----- | -------- | ----- | ----- | -------- | ----------- | ----- | ----- | -------- | -------- | ----------- | -------- | ----- | -------- | -------- | ----- | -------- | ----- | -------- | -------- | ------- |
| 2008      | 阪神      | 1     | 1     | 0     | 0     | 0        | 0     | 0     | 0        | 0           | ----  | 6     | 0.0      | 5        | 0           | 1        | 0     | 0        | 0        | 0     | 0        | 6     | 6        | ----     | ----    |
| 2009      | 阪神      | 1     | 0     | 0     | 0     | 0        | 0     | 0     | 0        | 0           | ----  | 5     | 1.0      | 1        | 0           | 1        | 0     | 0        | 0        | 0     | 0        | 0     | 0        | 0.00     | 2.00    |
| 2010      | 阪神      | 21    | 12    | 0     | 0     | 0        | 2     | 4     | 0        | 0           | .333  | 337   | 76.1     | 76       | 7           | 30       | 3     | 5        | 46       | 5     | 0        | 36    | 32       | 3.77     | 1.39    |
| 2011      | 阪神      | 5     | 5     | 0     | 0     | 0        | 0     | 2     | 0        | 0           | .000  | 92    | 22.0     | 19       | 0           | 8        | 0     | 1        | 16       | 0     | 0        | 9     | 9        | 3.68     | 1.23    |
| 2012      | 阪神      | 43    | 0     | 0     | 0     | 0        | 1     | 0     | 0        | 5           | 1.000 | 223   | 57.0     | 40       | 3           | 16       | 1     | 1        | 30       | 0     | 0        | 13    | 12       | 1.89     | 0.98    |
| 2013      | 阪神      | 20    | 3     | 0     | 0     | 0        | 3     | 1     | 0        | 1           | .750  | 144   | 34.2     | 38       | 4           | 7        | 0     | 1        | 17       | 0     | 1        | 19    | 19       | 4.93     | 1.30    |
| 2014      | 阪神      | 19    | 2     | 0     | 0     | 0        | 3     | 1     | 0        | 0           | .750  | 119   | 26.2     | 27       | 5           | 14       | 0     | 1        | 12       | 1     | 0        | 15    | 15       | 5.06     | 1.54    |
| 2015      | 阪神      | 5     | 0     | 0     | 0     | 0        | 0     | 0     | 0        | 0           | .000  | 31    | 7.2      | 8        | 0           | 2        | 0     | 0        | 5        | 0     | 0        | 1     | 1        | 1.17     | 1.30    |
| 2016      | 阪神      | 2     | 0     | 0     | 0     | 0        | 0     | 0     | 0        | 0           | .000  | 13    | 2.1      | 5        | 1           | 1        | 0     | 0        | 0        | 0     | 0        | 2     | 2        | 7.71     | 1.00    |
| 通算：8年 | 通算：8年 | 117   | 23    | 0     | 0     | 0        | 9     | 8     | 0        | 6           | .529  | 970   | 227.2    | 219      | 20          | 80       | 4     | 9        | 126      | 6     | 1        | 101   | 96       | 3.80     | 1.31    |

### 年度別守備成績
| 年 度 | 球 団 | 投手  | 投手  | 投手  | 投手  | 投手  | 投手     |
| 年 度 | 球 団 | 試 合 | 刺 殺 | 補 殺 | 失 策 | 併 殺 | 守 備 率 |
| ----- | ----- | ----- | ----- | ----- | ----- | ----- | -------- |
| 2008  | 阪神  | 1     | 0     | 0     | 0     | 0     | ----     |
| 2009  | 阪神  | 1     | 0     | 0     | 0     | 0     | ----     |
| 2010  | 阪神  | 21    | 3     | 18    | 0     | 0     | 1.000    |
| 2011  | 阪神  | 5     | 2     | 4     | 0     | 0     | 1.000    |
| 2012  | 阪神  | 43    | 3     | 17    | 0     | 2     | 1.000    |
| 2013  | 阪神  | 20    | 5     | 8     | 0     | 0     | 1.000    |
| 2014  | 阪神  | 19    | 3     | 4     | 0     | 0     | 1.000    |
| 2015  | 阪神  | 5     | 0     | 1     | 0     | 1     | 1.000    |
| 2016  | 阪神  | 2     | 0     | 3     | 0     | 0     | 1.000    |
| 通算  | 通算  | 117   | 16    | 55    | 0     | 3     | 1.000    |

### 記録
初記録
投手記録
- 初登板・初先発登板：2008年6月15日、対千葉ロッテマリーンズ4回戦（千葉マリンスタジアム）、0/3回6失点
- 初奪三振：2010年5月5日、対中日ドラゴンズ9回戦（ナゴヤドーム）、9回裏に小池正晃から空振り三振
- 初勝利・初先発勝利：2010年5月29日、対北海道日本ハムファイターズ3回戦（札幌ドーム）、6回2失点
- 初ホールド：2012年8月14日、対横浜DeNAベイスターズ16回戦（長野オリンピックスタジアム）、7回裏1死に3番手で救援登板、2/3回無失点

打撃記録
- 初安打・初打点：2010年7月3日、対読売ジャイアンツ13回戦（東京ドーム）、6回表に豊田清から投手適時内野安打

### 背番号
- 46（2006年 - 2016年）

### 登場曲
- 「Temperature」Sean Paul（2006年 - 2010年）
- 「DJ Got Us Fallin' In Love（feat. Pitbull）」Usher（2011年 - 2016年）